# Sigurd Rushfeldt
Sigurd Rushfeldt (Vadsø, 11 de desembre de 1972) és un futbolista noruec, que ocupa la posició de davanter.

## Trajectòria
Inicia la seua carrera a la seua ciutat natal, jugant amb el Vadsø Turn i el Norild. El 1992 recala al Tromsø, on es guanya la fama de golejador. Crida l'atenció d'altres equips, i el 1995 marxa a Anglaterra cedit al Birmingham, on no acaba de reeixir.
Després de guanyar la Copa, davant el Bodø/Glimt (on marca el segon gol), a finals de 1996 fitxa pel Rosenborg BK. Amb aquest club hi guanya la competició lliguera domèstica en quatre ocasions, de nou la Copa i esdevé el màxim golejador en dues ocasions. Entre 1999 i 2001 milita al Racing de Santander, de la primera divisió espanyola, on no hi destaca.
El 2001 fitxa pel FK Austria Wien, amb qui s'imposa en dues lligues domèstiques (2003 i 2006) i en la Copa d'Àustria del 2006. L'estiu d'eixe any hi retorna al Tromsø. Al novembre del 2007 va ser triat en l'equip ideal de la Premier noruega per un grup de mitjans locals.
El 2014 fou un dels vuit ambaixadors de l'Olimpíada d'escacs de 2014.

## Internacional
Va aparèixer sorpressivament en el combinat noruec que hi va participar en el Mundial del 2004, en el qual hi jugaria un encontre. No va arribar a consolidar-se en la selecció i no marcaria fins al 2002. Quatre anys després anunciava la seua retirada internacional, però hi va tornar el 2007 en partit contra Bòsnia i Hercegovina, atès que el davanter titular, John Carew, hi estava lesionat. En total, ha sumat set gols en 36 partits amb Noruega.

## Títols

### Clubs
Tromsø
- Copa de Noruega: 1996

Rosenborg
- Tippeligaen: 1997, 1998, 1999[5]
- Copa de Noreuga: 1999

Austria Wien
- Bundesliga austriaca: 2002-03, |2005-06
- Copa d'Àustria: 2003, 2005, 2006

### Individual
Rosenborg
- Màxim golejador de la lliga noruega: 1997, 1998
- Premi Kniksen davanter de l'any: 1998